# Харбергер, Арнольд
Арнольд Харбергер (англ. Arnold C. Harberger; род. 27 июля 1924, Ньюарк, штат Нью-Джерси) — американский экономист, один из основателей Чикагской школы вместе с Милтоном Фридманом.
Учился в университете Джонса Хопкинса (бакалавриат) и Чикагском университете (M.A в международных отношениях (1947) и доктор философии (1950)). Преподавал в Чикагском университете с 1949 по 1982 год (full-time), и с 1984 пос 1991 (part-time). C 1984 профессор в Калифорнийском университете (Лос-Анджелес). С 2014 года почётный профессор этого вуза. Президент Американской экономической ассоциации (1997).
Его подход к преподаванию и практике экономики состоит в том, чтобы подчеркнуть использование аналитических инструментов, которые непосредственно применимы к реальным вопросам. Его вклад в академическую экономику частично отражается в широком использовании термина «треугольник Харбергера» для описания себестоимости влияния на конкуренцию на рынке. [2] Его влияние на практику экономической политики проявляется высокими позициями, которые занимали и занимают и его последователи в ведущих национальных учреждениях, таких как центральные банки и министерства финансов стран, и в международных агентствах, таких как Всемирный банк.

## Семья
Был женат на чилийке Аните Вальял с 1985 до её смерти в 2011 году. Свободно говорит по-испански.

## Жизнь
Известен тем, что поддерживает тесные связи со своими бывшими студентами, многие из которых занимали влиятельные государственные посты по всей Латинской Америке, особенно в Чили. Среди его бывших студентов 15 президентов центрального банка и около 50 государственных министров. Он гордится работой, которую они проделали, чтобы продвинуть разумную экономическую политику во многих странах на протяжении многих десятилетий. Его критиковали за то, что он давал экономический советы некоторым авторитарным правительствам в Латинской Америке. В случае с Чили влияние Харбергера на реформы «свободного рынка», проведенные режимом Пиночета (после неудачи его первоначальной политики прямого экономического контроля) была исключительно через его учеников, названных Чикагскими мальчиками которые согласились работать в этом правительстве для решения продолжающегося экономического кризиса. Эти реформы была продолжены остальными демократически избранными правительствами Чили после ухода правительства Пиночета в 1990 году. Его бывший студент Рикардо Ффренх-Дэвис(Ricardo Ffrench-Davis) похвалил Харбергера за то, что он был свободен от идеологических предрассудков, в отличие от его коллеги, Милтона Фридмана.

## Основные произведения
- «Спрос на товары длительного пользования» (The Demand for Durable Goods, 1960);
- «Налогообложение и благосостояние» (Taxation and Welfare, 1974).